# Werra-Aue zwischen Breitungen und Creuzburg
Werra-Aue zwischen Breitungen und Creuzburg este o arie protejată (arie de protecție specială avifaunistică — SPA) din Germania întinsă pe o suprafață de 2.578 ha, integral pe uscat.

## Localizare
Centrul sitului Werra-Aue zwischen Breitungen und Creuzburg este situat la coordonatele 50°57′13″N 10°04′42″E / 50.9536°N 10.0783°E.

## Înființare
Situl Werra-Aue zwischen Breitungen und Creuzburg a fost declarat arie de protecție specială avifaunistică în mai 2007 pentru a proteja 20 de specii de animale.

## Biodiversitate
Situată în ecoregiunea continentală, aria protejată nu include niciun habitat protejat.
La baza desemnării sitului se află mai multe specii protejate de  păsări (20): pescăruș albastru (Alcedo atthis), buhai de baltă (Botaurus stellaris stellaris), barză albă (Ciconia ciconia ciconia), barză neagră (Ciconia nigra), erete de stuf (Circus aeruginosus), cristeiul de câmp (Crex crex), ciocănitoare neagră (Dryocopus martius), egretă albă (Egretta alba), Grus grus grus, piciorong (Himantopus himantopus), Ixobrychus minutus minutus, sfrâncioc roșiatic (Lanius collurio), Luscinia svecica cyanecula, gaia neagră (Milvus migrans), gaia roșie (Milvus milvus), viespar (Pernis apivorus), ciocănitoare verzuie (Picus canus), Platalea leucorodia leucorodia, Porzana parva parva, cresteț pestriț (Porzana porzana).